# VALO-CD
VALO-CD — цифровой дистрибутив свободного и открытого программного обеспечения для Microsoft Windows, с целью распространения и привлечения внимания к открытому ПО.
Изначально проект был разработан в Финляндии и был доступен только на финском и шведском языке, но после седьмой версии затем стал доступен и на английском.
Акроним VALO означает фин. Vapaat ja Avoimen Lähdekoodin Ohjelmistot — «свободное и с открытым исходным кодом программное обеспечение». Valo также на финском означает «свет»
Проект стартовал под руководством Отто Кекяляйнена (фин. Otto Kekäläinen) в 2008 году для поддержки технологического и экономического развития Финляндии.

## Содержание дистрибутива
Восьмая версия VALO-CD включает следующее ПО:
- Работа с текстами и графикой: Dia, GIMP, Inkscape, LibreOffice, Scribus.
- Интернет: Firefox, Thunderbird, Pidgin, Vuze, WinSCP.
- Развлечения: Stellarium, Tux Paint.
- Мультимедиа: Audacity, MuseScore, VLC media player.
- Инструменты: 7-Zip, Evince, InfraRecorder, KeePass, Notepad++, PDFCreator, SumatraPDF, TrueCrypt.
- Руководства: различные руководства.